# Febadi d'Agen
Febadi (Phoebadius) va ser bisbe d'Agen vers la meitat del segle iv. És venerat com a sant per diverses confessions cristianes.
Va ésser el primer bisbe d'Agen documentant històricament. Campió de l'ortodòxia, al concili d'Ariminium del 359 fou induït amb engany pel prefecte Taure, juntament am el bisbe de Tongeren Servaci, a signar una confessió de fe arriana, de la qual va abjurar un cop descobert el frau. Va participar després al concili de Valença el 374. Va morir a avançada edat.
Vers el 358 va escriure el tractat Contra Arianos liber, contra les doctrines adoptades al tercer concili de Sírmium el 357, que rebutjava la paraula "consubstancial" i mantenia que el Pare era més gran que el Fill i que aquest tenia un principi.
Podria ser que Fide Orthodoxa, atribuït a Ambròs de Milà, i Libellus Fidei, atribuït a Gregori de Nazianz, fossin també obra seva.
Va ésser amic dels sants Hilari de Poitiers i Ambròs de Milà, i és citat per Sant Jeroni a De viris illustribus.

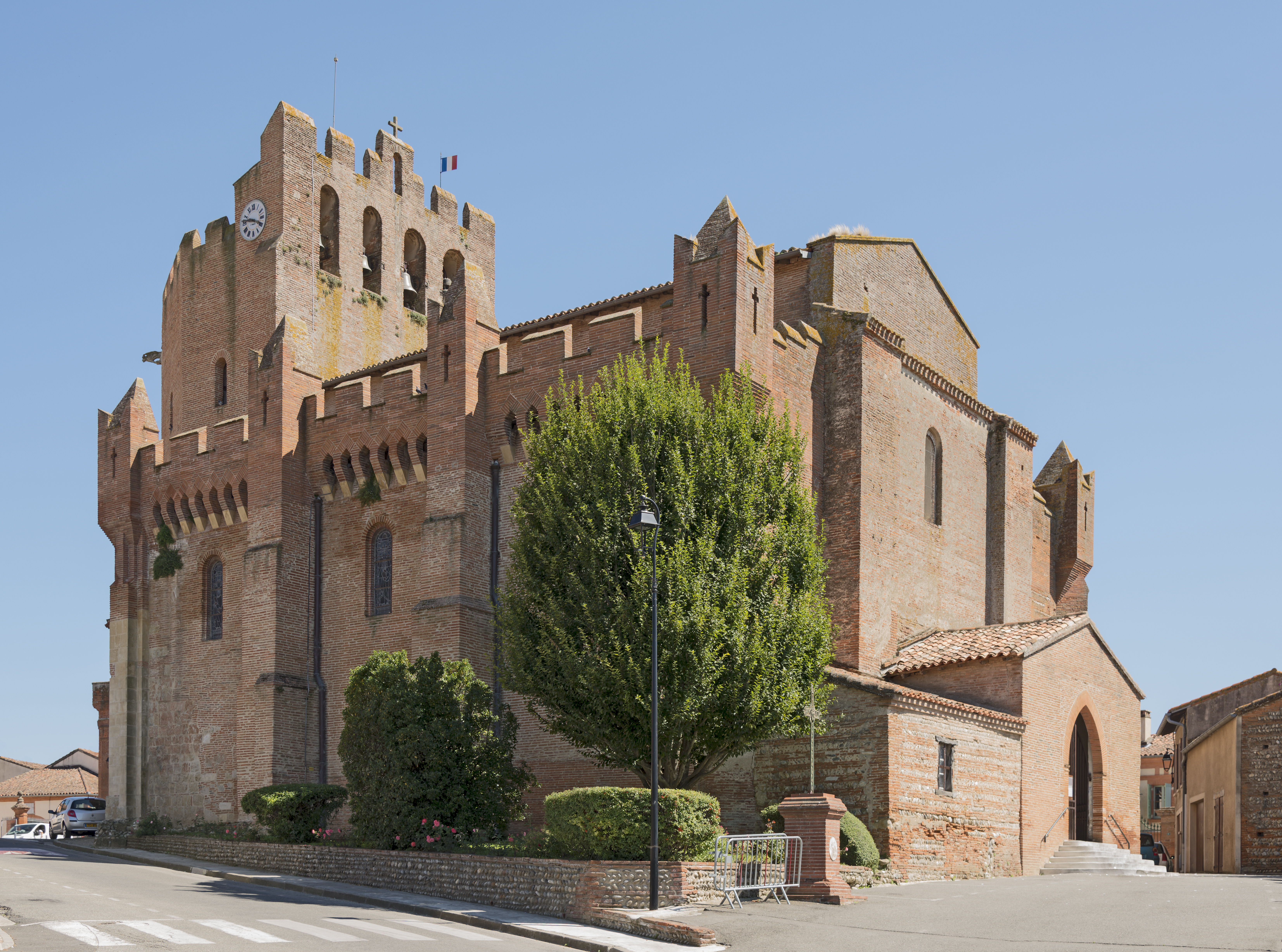
Església de S. Febadi a Venerque, on hi ha les relíquies del sant